# Fiserv Polska

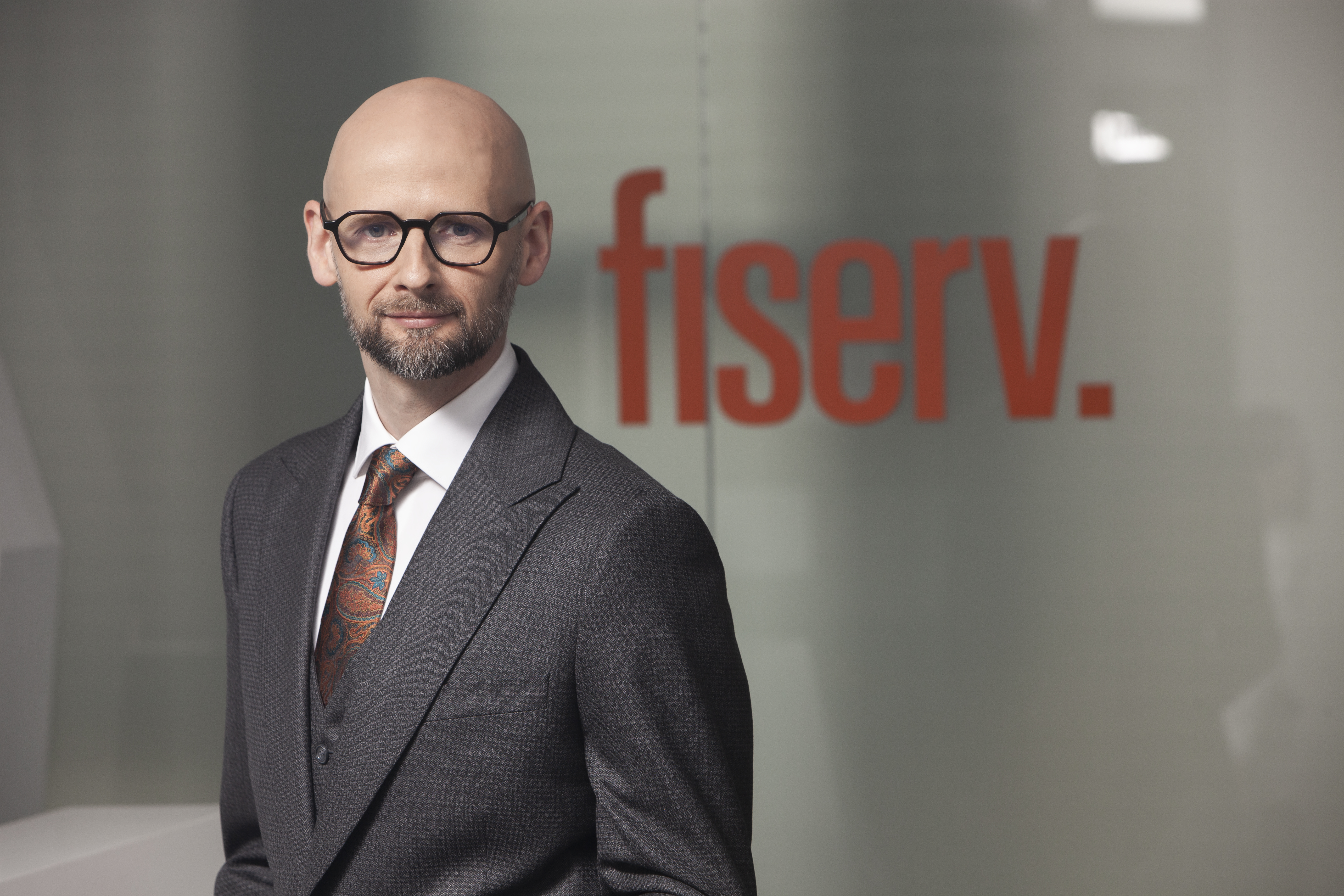
Krzysztof Polończyk, prezes zarządu Fiserv Polska S.A.

Fiserv Polska S.A. (dawniej PolCard sp. z o. o., PolCard S.A., First Data Polska S.A.) – dostawca rozwiązań w obszarze płatności bezgotówkowych działający w Polsce od 1991. W 1992 roku, jako PolCard, spółka zainstalowała pierwszy terminal POS w Polsce. 

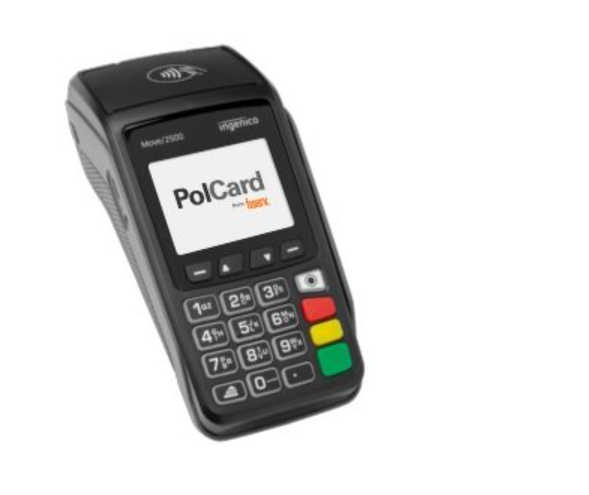
Terminal płatniczy Fiserv Polska S.A.

## Historia
Do końca 1990 roku obsługę kart płatniczych zapewniało w Polsce przedsiębiorstwo państwowe Polskie Biuro Podróży „Orbis”. Zajmował się tym Dział ds. Legitymacji Kredytowych. Od 1991 ta jednostka organizacyjna (centrum rozliczeniowe) została wydzielona do osobnego przedsiębiorstwa, PolCard Sp. z o.o., którego udziały objęły: Polskie Biuro Podróży „Orbis” (49% udziałów) i Bank Inicjatyw Gospodarczych (51% udziałów).
W 2003 spółka została sprzedana dwóm podmiotom zagranicznym GTech Corporation i Innova Capital. W momencie sprzedaży udziałowcami PolCardu były Bank Pekao SA (29,7% akcji), Bank Przemysłowo-Handlowy PBK SA (19,8%), Bank Millennium SA (19,8%), Orbis SA (9,90%), Kredyt Bank SA (9,9%) oraz Bank Gospodarki Żywnościowej SA (9,9%).
W sierpniu 2007 roku GTech Corporation i Innova Capital sprzedały swoje udziały w Polcard (99,67% akcji) spółce First Data Polska, a w listopadzie tego samego roku nastąpiło wchłonięcie spółki PolCard przez First Data Polska, przy czym PolCard pozostał jej znakiem towarowym i funkcjonował w obszarze usług rozliczania transakcji bezgotówkowych świadczonych dla punktów usługowo-kupieckich.
W kwietniu 2021 roku zakończył się w Polsce proces prawnego połączenia First Data Polska S.A. i Fiserv Polska sp. z o.o., będący konsekwencją przejęcia First Data przez Fiserv na rynku globalnym. Pięć miesięcy później po zakończeniu prac nad integracją obu firm zmieniono nazwę spółki na Fiserv Polska S.A.

## Działalność
Spółka oferuje sprzedaż produktów i usług w obszarze płatności, m.in. personalizacja kart płatniczych, terminale płatnicze, terminale płatnicze w smartfonie, samoobsługowe terminale płatnicze, płatności elektroniczne (internetowe, w tym karty płatnicze, BLIK, przelewy bankowe, Google Pay, Apple Pay).
Poza rozwiązaniami płatniczymi spółka oferuje również pakiet usług dodanych ogólnych oraz skierowanych do konkretnych branż: hotelarskiej, restauracyjnej, handlu detalicznego i usług.

## Nagrody i wyróżnienia
- Solidny Pracodawca Roku 2022[24]
- Payments Awards 2020 – dwie nagrody w kategoriach Innowacja Płatnicza roku 2020 oraz Innowacja Płatnicza B2B 2022[25]
- Nagroda Cashless Fintech 2019 – Projekt Fintech[26]
- eDukat 2019 – Firma Roku Świata Bezgotówkowego[27]
- Portfel Roku 2018 Tygodnika Wprost za First Data™ Mobile Platform[28]